# Alwin Rudel
Alwin Rudel (vollständige Namen Carl Adolf Alwin Rudel; und Karl Adolph Alwin Rudel; * 28. November 1818 in Hoyerswerda; † 3. März 1887 in Dresden) war ein deutscher Papierfachmann und -fachschriftsteller, Verleger, Techniker und Journalist.

## Leben
Alwin Rudel gründete in den ersten Jahrzehnten der beginnenden Industrialisierung die im Jahr 1850 erstmals erschienene Zeitschrift Centralblatt für die deutsche Papierfabrikation. Rudel trat damit nicht nur als Verleger auf, er war auch der einzige Redakteur des Blattes, durch dessen Verbreitung im deutschen Sprachraum er sich Verdienste um Verbesserungen der industriellen Massenherstellung von Papieren erwarb, vor allem aber auch durch die Förderung der Holzschleiferei.
Am 14. Oktober 1861 erwarb Rudel gemeinsam mit dem vermögenden Karl Louis Kaufmann von Karl Ludwig Jaenicke das Grundstück mit der niedergebrannten Papiermühle in Königstein im Elbsandsteingebirge in Sachsen. Nach dem zügigen Aufbau neuer Gebäude richteten sie dort eine Papierfabrik mit der ersten im Bielatal installierten Papiermaschine ein: Die Papiermühle Königstein, aufgrund ihrer Lage im Ortsteil Hütten auch Papiermühle Hütten genannt, stand ab 1865 im alleinigen Besitz von Rudel, bevor er sie 1871 verkaufte. Die später durch Hugo von Hoesch ausgebaute Papierfabrik existiert bis heute (Stand: 2019).
Rudel war Herausgeber des Jahrbuchs der Papierfabrikation, etwa für 1874/75. Rudels Jahrbuch erschien in mehreren Auflagen.
Die Deutsche Nationalbibliothek listet ein gutes Dutzend einzelner Artikel, die Rudel in Fachzeitschriften verbreitet hat.
Rudel hatte in seinem Leben eine führende Rolle in der Fachwelt der Papierherstellung inne. Die mit seinem Tod entstandene Lücke konnte später erst durch den Papierexperten Carl Hofmann gefüllt werden.

## Schriften (Auswahl)
- Kurze praktische Anleitung zur Untersuchung und Werthbestimmung der in den Gewerben gebräuchlichsten chemischen Materialien und Farben, für Gewerbsmänner, Kaufleute, besonders aber für Papierfabrikanten bearbeitet. Pfeffer, Halle a. d. Saale 1851. digital.deutsches-museum.de Digitalisat
- Gabriel Planche: Über Papierfabrikation. Aus dem Französösischen, mit vielen Zusätzen und Erläuterungen versehen von Alwin Rudel. Selbstverlag, Halle a. Saale 1854. www.digitale-sammlungen.de Digitalisat
- Gabriel Planche: Bericht über die Reinigung der Stoffe zur Papierfabrikation ... Uebersetzt, erläutert und vervollständigt durch eine chronologische Skizze der Entwickelung der Papiererzeugung, und der Verbesserungen an den Maschinen zur Reinigung des Papierstoffs von Alwin Rudel, Dresden: Centralbureau der deutschen Papierindustrie, 1862